# Suurisaari (ö i Finland, Norra Karelen, Joensuu, lat 62,88, long 29,43)
Suurisaari är en ö i Finland. Den ligger i sjön Höytiäinen och i kommunen Polvijärvi i den ekonomiska regionen  Joensuu ekonomiska region  och landskapet Norra Karelen, i den sydöstra delen av landet, 400 km nordost om huvudstaden Helsingfors. Öns area är 5,2 hektar och dess största längd är 0,6 kilometer i nord-sydlig riktning.